# Gymnobela homoeotata
Gymnobela homaeotata é uma espécie de gastrópode do gênero Gymnobela, pertencente a família Raphitomidae.